# Communauté de communes de Volmunster
Die Communauté de communes de Volmunster (deutsch Gemeindeverband Wollmünster) ist ein ehemaliger Gemeindeverband (Communauté de communes) im Arrondissement Sarreguemines des Départements Moselle der ehemaligen Region Lothringen. Sie lag an der Grenze zu den deutschen Bundesländern Rheinland-Pfalz und Saarland. Sein Verwaltungssitz befand sich im Ort Volmunster (dt. Wollmünster).

## Geschichte
Am 20. Dezember 1991 wurde der District de Volmunster gegründet, der am 28. Dezember 2000 in eine Communauté de communes umgewandelt wurde.
Ende 2009 fusionierte der Gemeindeverband mit der Communauté de communes du Pays du Verre et du Cristal und der Communauté de communes de Bitche et environs und bildete somit die neue Communauté de communes du Pays de Bitche.

## Ehemalige Mitgliedsgemeinden
Die Communauté de communes de Volmunster umfasste die 16 Gemeinden des Kantons Volmunster:
| - Bousseviller - Breidenbach - Epping - Erching - Hottviller - Lengelsheim - Loutzviller - Nousseviller-lès-Bitche | - Obergailbach - Ormersviller - Rimling - Rolbing - Schweyen - Volmunster - Waldhouse - Walschbronn |